# نويفو كاساس غرانديس
نويفو كاساس غرانديس (بالإسبانية: Nuevo Casas Grandes)‏ هي مدينة في المكسيك، تقع في ولاية شيواوا، هي عاصمة Nuevo Casas Grandes Municipality ‏، بلغ عدد سكانها 55,553  نسمة وذلك حسب إحصائيات سنة 2010، رمزها البريدي هو 31700.

## المناخ
يظهر الجدول التالي التغييرات المناخية على مدار السنة لنويفو كاساس غرانديس:
| البيانات المناخية لـنويفو كاساس غرانديس                         | البيانات المناخية لـنويفو كاساس غرانديس | البيانات المناخية لـنويفو كاساس غرانديس | البيانات المناخية لـنويفو كاساس غرانديس | البيانات المناخية لـنويفو كاساس غرانديس | البيانات المناخية لـنويفو كاساس غرانديس | البيانات المناخية لـنويفو كاساس غرانديس | البيانات المناخية لـنويفو كاساس غرانديس | البيانات المناخية لـنويفو كاساس غرانديس | البيانات المناخية لـنويفو كاساس غرانديس | البيانات المناخية لـنويفو كاساس غرانديس | البيانات المناخية لـنويفو كاساس غرانديس | البيانات المناخية لـنويفو كاساس غرانديس | البيانات المناخية لـنويفو كاساس غرانديس |
| الشهر                                                           | يناير                                   | فبراير                                  | مارس                                    | أبريل                                   | مايو                                    | يونيو                                   | يوليو                                   | أغسطس                                   | سبتمبر                                  | أكتوبر                                  | نوفمبر                                  | ديسمبر                                  | المعدل السنوي                           |
| --------------------------------------------------------------- | --------------------------------------- | --------------------------------------- | --------------------------------------- | --------------------------------------- | --------------------------------------- | --------------------------------------- | --------------------------------------- | --------------------------------------- | --------------------------------------- | --------------------------------------- | --------------------------------------- | --------------------------------------- | --------------------------------------- |
| الدرجة القصوى °م (°ف)                                           | 31.5 (88.7)                             | 33.0 (91.4)                             | 33.5 (92.3)                             | 36.5 (97.7)                             | 40.5 (104.9)                            | 42.8 (109.0)                            | 41.5 (106.7)                            | 39.5 (103.1)                            | 41.0 (105.8)                            | 39.5 (103.1)                            | 33.5 (92.3)                             | 27.5 (81.5)                             | 42.8 (109.0)                            |
| متوسط درجة الحرارة الكبرى °م (°ف)                               | 16.2 (61.2)                             | 18.5 (65.3)                             | 21.7 (71.1)                             | 26.0 (78.8)                             | 30.4 (86.7)                             | 34.4 (93.9)                             | 33.0 (91.4)                             | 31.6 (88.9)                             | 30.1 (86.2)                             | 26.2 (79.2)                             | 20.3 (68.5)                             | 16.3 (61.3)                             | 25.4 (77.7)                             |
| المتوسط اليومي °م (°ف)                                          | 7.6 (45.7)                              | 9.5 (49.1)                              | 12.6 (54.7)                             | 16.7 (62.1)                             | 20.8 (69.4)                             | 25.3 (77.5)                             | 25.5 (77.9)                             | 24.2 (75.6)                             | 22.0 (71.6)                             | 17.3 (63.1)                             | 11.3 (52.3)                             | 7.7 (45.9)                              | 17.0 (62.6)                             |
| متوسط درجة الحرارة الصغرى °م (°ف)                               | −1.0 (30.2)                             | 0.6 (33.1)                              | 3.6 (38.5)                              | 7.4 (45.3)                              | 11.3 (52.3)                             | 16.2 (61.2)                             | 17.9 (64.2)                             | 16.8 (62.2)                             | 14.0 (57.2)                             | 8.4 (47.1)                              | 2.4 (36.3)                              | −0.8 (30.6)                             | 8.1 (46.6)                              |
| أدنى درجة حرارة °م (°ف)                                         | −21.5 (−6.7)                            | −18.7 (−1.7)                            | −8.0 (17.6)                             | −5.0 (23.0)                             | −0.5 (31.1)                             | 5.0 (41.0)                              | 9.0 (48.2)                              | 7.0 (44.6)                              | 3.3 (37.9)                              | −6.0 (21.2)                             | −11.0 (12.2)                            | −15.0 (5.0)                             | −21.5 (−6.7)                            |
| الهطول مم (إنش)                                                 | 13.1 (0.52)                             | 10.8 (0.43)                             | 8.0 (0.31)                              | 5.9 (0.23)                              | 6.7 (0.26)                              | 15.7 (0.62)                             | 83.9 (3.30)                             | 79.1 (3.11)                             | 40.2 (1.58)                             | 24.8 (0.98)                             | 21.2 (0.83)                             | 16.7 (0.66)                             | 326.1 (12.84)                           |
| متوسط أيام هطول الأمطار (≥ 0.1 mm)                              | 3.7                                     | 2.9                                     | 2.9                                     | 1.5                                     | 2.0                                     | 3.9                                     | 14.6                                    | 13.4                                    | 7.4                                     | 4.3                                     | 3.4                                     | 3.9                                     | 63.9                                    |
| متوسط الرطوبة النسبية (%)                                       | 51                                      | 47                                      | 41                                      | 36                                      | 35                                      | 40                                      | 55                                      | 62                                      | 59                                      | 55                                      | 51                                      | 57                                      | 49                                      |
| ساعات سطوع الشمس الشهرية                                        | 232                                     | 234                                     | 290                                     | 308                                     | 329                                     | 306                                     | 270                                     | 262                                     | 260                                     | 280                                     | 251                                     | 232                                     | 3٬254                                   |
| المصدر #1: Servicio Meteorológico Nacional (humidity 1981–2000) |                                         |                                         |                                         |                                         |                                         |                                         |                                         |                                         |                                         |                                         |                                         |                                         |                                         |
| المصدر #2: Ogimet (sun 1981–2010)                               |                                         |                                         |                                         |                                         |                                         |                                         |                                         |                                         |                                         |                                         |                                         |                                         |                                         |

## مدن توأم
المدن التوأم:
- كولورادو سبرينغس، كولورادو.

## أعلام
- جيفري ماكس جونز
- خوسيه ماريو وونغ
- رودولفو فيرو